# Daniel Mestre
Daniel José Pereira Mestre (nascido em 1 de abril de 1986) é um ciclista português cuja última corrida foi disputada ao serviço da equipa W52-FC Porto.
A 4 de outubro de 2022 foi suspenso pela UCI por 3 anos devido a doping.

## Palmares
2014
1º Etapa 2 Tour du Maroc
5º Geral da Volta ao Alentejo
2016
1º Etapa 1 e 9 Volta a Portugal